# Gare de Schaffhouse
La gare de Schaffhouse (en allemand : Schaffhausen) est une gare ferroviaire située sur le territoire de la commune suisse de Schaffhouse dans le canton de Schaffhouse.

## Situation ferroviaire
Établie à 403 mètres d'altitude, la gare de Schaffhouse est située aux points kilométriques 48,76 de la ligne du lac, 56,06 de la ligne des Chutes du Rhin et 364,4 de la ligne du Haut Rhin.
Elle est dotée de six voies bordées par quatre quais dont deux latéraux et deux centraux.

## Service des voyageurs

### Accueil
Gare des CFF, elle est dotée d'un vaste bâtiment voyageurs dans lequel on trouve entre autres plusieurs commerces, un guichet de vente de titres de transports ainsi que des distributeurs automatiques de titres de transport.
La gare est également équipée d'un parc relais de 80 places ainsi que d'un espace de stationnement pour les bicyclettes.
La gare n'est pas aménagée pour les personnes à mobilité réduite.